# Jane Ash Poitras
Jane Ash Poitras (* 11. Oktober 1951 in Fort Chipewyan, Alberta) ist eine kanadische Malerin und Grafikerin vom Volk der Cree.

## Leben
Jane Ash Poitras wurde 1951 in Fort Chipewyan geboren. Nachdem ihre Mutter 1957 an Tuberkulose gestorben war, wurde sie in verschiedenen Pflegefamilien untergebracht, bis sie von der älteren Deutschen Marguerite Runck adoptiert wurde und in Edmonton in einem katholisch geprägten Haushalt aufwuchs. Bevor sie sich endgültig der Kunst zuwandte, absolvierte sie an der University of Alberta ein Mikrobiologie-Studium, das sie 1977 mit dem Bachelor of Science abschloss. Durch spätere Studien erlangte sie 1983 einen Bachelor of Fine Arts in Druckgrafik an der Universität von Alberta und 1985 einen Master of Fine Arts (M.F.A.) in Druckgraphik an der Columbia University.
Erst als junge Erwachsene kam sie wieder in Kontakt zu ihren Verwandten und der Kultur der Cree. Poitras pflegt eine aktive Ausstellungstätigkeit, in der sie bis zum Jahr 2006 an mehr als 30 Einzelausstellungen und 60 Gruppenausstellungen teilnahm. Sie ist langjährige Lehrerin an der University of Alberta und reist als Gastdozentin durch ganz Nordamerika. Sie lebt in Edmonton, Alberta.

## Werk
Nach anfänglicher Konzentration auf Radierungen wandte sich Poitras, inspiriert durch ihre künstlerischen Erfahrungen an der Columbia University und die Farbtheorien von Hans Hofmann, Kandinsky und anderen, expressionistischen Gemälden zu.
Sie beschreibt ihre Arbeitsweise: „Jede leere Leinwand ist eine Einladung zu einer Entdeckungsreise. Ich kann mit einer Idee beginnen, was das endgültige Ziel - das fertige Gemälde - sein soll, aber ich bin immer offen für das Unerwartete. Jeder Schritt im kreativen Prozess kann unerwartete Wahlmöglichkeiten eröffnen, die Entscheidungen erfordern“.
In ihren Werken kombiniert Poitras Fotografie, Malerei, Collagetechniken und Text. Sie verwendet Material und Techniken aus europäischen und kulturellen Quellen der First Nations und zeitgenössischer Kunst, um die Erfahrung der Ureinwohner Kanadas zum Ausdruck zu bringen. Poitras erweitert die Bedeutung ihrer Bilder, indem sie Objekte hinzufügt, die eine symbolische Bedeutung haben. Das Werk A Sacred Prayer for a Sacred Island aus dem Jahr 1991 beispielsweise enthält eine Adlerfeder und eine Fünf-Dollar-Note. Eine Adlerfeder gilt bei den Angehörigen der nordamerikanischen First Nations als heilig; die Fünf-Dollar-Note repräsentiert die Zahlungen der kanadischen Regierung im Zuge der Numbered Treaties. Einige der von Poitras geschaffenen Gemälde sind sehr großformatig, wie das vom Royal Ontario Museum 2010 erworbene 25 Meter lange und 9 Meter hohe Triptychon Potato Peeling 101 to Ethnobotany 101 aus dem Jahr 2004, das die Erhaltung des kulturellen Wissens der First Nations über die Jahre der Zwangsassimilation hinweg thematisiert.

## Werke in Sammlungen (Auswahl)
- National Gallery of Canada[6]
- Royal Ontario Museum[10]
- Canadian Museum of Civilization[11]
- Brooklyn Museum[12]
- Canada Council for the Arts[13]
- Leonard and Bina Ellen Art Gallery, Concordia University[14]
- McMichael Canadian Art Collection[14][15]
- Royal Alberta Museum[14]
- Art Gallery of Ontario[14]
- Edmonton Art Gallery, heute Art Gallery of Alberta[14]
- Art Gallery of Nova Scotia[14]
- Vancouver Art Gallery[14]
- Winnipeg Art Gallery[14][16]
- Glenbow-Alberta-Institut, Glenbow Museum[14]
- Robert McLaughlin Gallery[14]
- MacKenzie Art Gallery[14]
- Agnes Etherington Art Centre[14]

## Auszeichnungen (Auswahl)
- Royal Canadian Academy of Arts[17]
- Alberta Centennial Medal[18]
- National Aboriginal Achievement Award for Arts and Culture, 2006[19]
- University of Alberta Alumni Award of Excellence[4]
- Lieutenant Governor of Alberta Distinguished Artist Award[5][20]